# Егіалея (донька Адраста)
Егіалея (грец. Aigialia) — дочка аргоського володаря Адраста і Емфітеї (або внучка — донька  Егіалея), дружина Діомеда Згідно з Діодором Сицилійським, вона вела себе з чоловіком не по справедливості, попросила родичів розправитися з ним. Ті, спираючись на допомогу Егісфа, засудили Діомеда до смерті, і він втік з Аргоса. За іншою версією її спокусив Комет, син возниці Діомеда, поки ті воювали під Троєю. Коли Егіалея спробувала вбити Діомеда, його спас вівтар Гери